# NForce 600
| NVIDIA nForce 600            | NVIDIA nForce 600                      |
| ---------------------------- | -------------------------------------- |
| Поддерживаемые сокет-разъемы | LGA 775 Socket AM2 Socket AM3 Socket F |
| Дата выпуска                 | Ноябрь 2006                            |
| Предшественник               | nForce 500                             |
| Преемник                     | nForce 700                             |

Линейка чипсетов nForce 600, выпущенная в первой половине ноября 2006 года. Примерно в это же время запущена в продажу серия GeForce 8, а если быть точным, 8 ноября 2006 года. Чипсет поддерживает сокет LGA 775 и платформу AMD Quad FX. Преемник серии nForce 500.

## ЧипсетыAMD

### nForce 680a SLI
Специально создан для AMD Quad FX, предлагается AMD, обеспечивает поддержку двух процессоров и нескольких видеокарт (SLI), которые могут работать на одной материнской плате.
- Два процессора AMD Dual-core на сокете F
- Поддержка технологии HyperTransport 2.0
- 2 северных моста как MCP. Идентичны nForce 570 SLI MCP, которые обеспечивают x16 и x8 PCI-E дорожки, что в общей сложности составляет 28 PCI-E дорожек.
- Всего 4 PCI-E x16 слота

- Два x16 слота — то же самое, что и x8 PCI-E слоты. У них одинаковая пропускная способность (x8+x8=x16)

- Поддержка дополнительных PCI-E слотов (x8/x4/x1)
- Поддержка максимум 56 PCI-E дорожек
- Слоты PCI
- Поддержка 4-х DIMM DDR2 модулей без буферизации.
- Поддержка EPP памяти
- Поддержка до 12 SATA жестких дисков
- Поддержка следующих RAID-конфигураций:

- RAID 1
- RAID 0+1
- RAID 5
- JBOD

- 4 порта Gigabit Ethernet
- Технология NVIDIA FirstPacket Technology
- Поддержка до 20 портов USB 2.0
- Приблизительная стоимость — $200 или больше

### nForce 630a
- Процессоры на базе сокетов 939/AM2/AM3/AM3+
- Основной сегмент IGP
- Северный мост MCP61P. IGP переименовано на GeForce 7050
- sDVO соединение для встроенного выхода HDMI
- DVI, TV-out выходы
- Один слот PCI-Express x16
- Поддержка двухканальной DDR2-533/667/800
- Дополнительные слоты PCIe x1 и PCI
- Звук высокого качества(Azalia)
- 10 портов USB 2.0
- 4 SATA 3.0 Гбит/s порта с RAID
- Gigabit Ethernet

## Чипсеты Intel

### nForce 680i SLI
SPP и MCP на nForce 680i SLI играют главную роль для пользователей Intel, на платах которых установлены чипсеты серии nForce 600 series.
- Поддержка четырёхъядерных процессоров и FSB с частотой 1333 МГц.
- Поддержка памяти SLI-Ready с EPP на частоте 800 МГц
- Поддержка до 46 PCI Express (PCIe) дорожек
- Поддержка до 10 USB 2.0 портов
- Поддержка 6 3 Gbit/s SATA и двух PATA дисков, которые могут быть вместе подсоединены в любой последовательности, будь это SATA или PATA к RAID 0,1,5 или 0+1
- NVIDIA nTune — утилита для легкого разгона и изменения конфигурации таймингов
- HDA (Azalia) Audio
- Две сетевые карты Gigabit Ethernet
- NVIDIA FirstPacket and DualNet

### nForce 680i LT SLI
- Поддержка четырёхъядерных процессоров и FSB на частоте 1333 МГц
- Поддержка SLI-Ready памяти на частоте 800 МГц с EPP
- Поддержка до 46 дорожек PCIe
- Поддержка до 102.0 портов
- Поддержка 6 3 Gbit/s SATA и двух PATA дисков, которые могут быть вместе подсоединены в любой последовательности, будь это SATA или PATA к RAID 0,1,5 или 0+1
- NVIDIA nTune — утилита для легкого разгона и изменения конфигурации таймингов
- HDA(Azalia) Audio
- Одна сетевая карта Gigabit Ethernet
- NVIDIA FirstPacket и DualNet

### nForce 650i SLI
- Intel LGA 775
- Сегмент разделен пополам — производительность/основа
- Примерная стоимость — $150 или меньше

### nForce 650i Ultra
- Intel LGA 775
- Сегмент разделен пополам — производительность/основа
- Примерная стоимость — $150 или меньше

### nForce 630i
- Intel LGA 775
- IGP
- Одноканальная ОЗУ DDR2 SDRAM
- Видеовыходы: HDMI, DVI с HDCP и D-Sub
- Значение сегмента IGP
- Без технологии PureVideo

## Исправление критических ошибок nForce 680i SLI
NVIDIA выпустила исправление NV121906 в декабре 2006 для чипов 680i SLI. Это исправление было выпущено потому, что пользователи получали сообщение об ошибке «disconnect or write error» на жестких дисках SATA с этими чипами. Это обновление выпущено специально для НЖМД SATA и нестабильности системы. Вот некоторые примеры из тех проблем, которые возникали у пользователей:
- Внезапное завершение работы приложения
- Повреждённый загрузочный сектор
- BSOD
- Испорченные данные

Чтобы их решить, прошивки BIOS были выпущены только для некоторых чипов nForce 680i SLI, чтобы «излечить» эти симптомы. Пострадавшие чипы:
- EVGA nForce 680i SLI
- BFG nForce 680i SLI
- Biostar TF680i SLI Deluxe
- ECS PN2-SLI2+

Это обновление, предположительно, должно увеличить общую стабильность системы и предотвращает последующую нестабильность на компьютерах с SATA дисками и на чипах, которым требуется это исправление. NVIDIA настоятельно рекомендует, чтобы все клиенты обновили BIOS до новейшей доступной версии, так как материнские платы на базе nForce 680i могут это позволить, независимо от того, испытывали они проблемы или нет. Также NVIDIA уведомила, что поставив это обновление, текущие пользовательские настройки будут сохранены.